# Opel Commodore
Opel Commodore – samochód osobowy bazujący na modelu Opel Rekord zmodyfikowany poprzez zastosowanie rzędowego 6-cylindrowego silnika oraz dokonanie pewnych zmian stylizacyjnych. W ten sposób producent oferował samochód o większym komforcie i luksusie aniżeli modele klasy średniej wyższej.

## Opel Commodore A (1967-1971)
Bazował na samochodzie Opel Rekord C. Różnice były w silniku (Rekord - 4 cylindrowy; Commodore - 6 cylindrowy) oraz wykończeniu (np. Rekord miał koła mocowane na 4 śruby, Commodore na 5). 
Opel Commodore A był produkowany w latach 1967-1971. Początkowo był on dostępny pod nazwą "Rekord-6" z silnikiem sześciocylindrowym o pojemności 2,2L. Jako Commodore pojawił się z silnikiem o większej pojemności 2,5L (oznaczenie "25S", rzędowy, 6 cylindrów, 1 gaźnik), rozwijającym moc 115KM (85kW). We wrześniu 1967 powstał sportowy Commodore GS z jednostką napędową o pojemności 2,5L (oznaczenie "25H", rzędowy, 6 cylindrów, 2 gaźniki) oferujący 130KM (96kW).
Posiadały one manualną skrzynie 4 biegową oraz automatyczną. Nadwozie produkowano w wersji Sedan (2 i 4 drzwiowe) oraz Coupe (2 drzwiowe).
W roku 1969 zmieniono skrzynię automatyczną z dwubiegowej na trzybiegową. 
We wrześniu 1969 roku dźwignia hamulca ręcznego została przeniesiona z pozycji przy kierownicy pomiędzy przednie fotele a zbiornik paliwa został powiększony z 55 do 70 litrów. 
W marcu 1970 roku powstał model GS/E. Miał on silnik 2.5L (oznaczenie "25E", rzędowy, 6 cylindrów, wtrysk Bosch D-Jetronic) który osiągał moc 150KM (110kW), co umożliwiło samochodowi osiągnięcie prędkości maksymalnej 197km/h (123mph). Commodore GS/E zrobił karierę w sportach motorowych, z samochodem przygotowanym przez Steinmetz. 
W kwietniu 1970 roku powstał Opel Commodore z silnikiem 2.8L (oznaczenie "28H", rzędowy, 6 cylindrów, 2 gaźniki) o mocy 145KM (106,6kW).
Silniki montowane w Commodore:
- 2.2 do 95KM
- 2.5 (25S) - 115KM (od 1969: 120KM)
- 2,5 (25H) - 130KM (GS)

od 1970:
- 2.5 (25E) - 150KM (GS/E)
- 2,8 (28H) - 145KM (GS/2.8)

Wyprodukowano 156330 sztuk Commodore, w tym 2574 GS i modeli GS / E.

## Opel Commodore B (1972-1977)
Model Commodore B budowany był na bazie modelu Rekord D. Oferowano cztery modele 2500S, 2500 GS, 2800 GS i 2800 GS/E w nadwoziach typu sedan z 2 lub 4 drzwiami i w nadwoziu coupe. Produkcja tego modelu zakończona została w 1977 roku.
Warianty silnikowe Commodore B:
- Commodore 2.5 (6-cylindrowy silnik rzędowy, jeden gaźnik, 85 kW/115 KM, 1972/77)
- Commodore GS 2.5 (6-cylindrowy silnik rzędowy, 2 gaźnik, 96 kW/130 KM, 1972/73)
- Commodore 2.8 (6-cylindrowy silnik rzędowy, jeden gaźnik, 96 kW/130 KM, 1975: 95 kW/129 KM, 1973-1977)
- Commodore GS 2.8 (6-cylindrowy silnik rzędowy, 2 gaźnik, 104 kW/142 KM, 1975: 103 kW/140 KM, 1973/77)

Wyprodukowano od marca 1972 r. do lipca 1977 r. Commodore B 140 827 sztuk, z czego 42 279 coupe.

## Opel Commodore C (IV 1978-IX 1982)
Model Commodore C budowany był na bazie modelu Rekord E1.
Produkowano go w wersjach nadwoziowych sedan (2- i 4-drzwiowych) i kombi (model Commodore Voyage). Wersja dwudrzwiowa była produkowana tylko do czerwca 1981. Stosowano tylko jeden silnik 2.5 S (115 KM) zasilany gaźnikiem, a od lata 1981 2.5E (130 KM) z zasilaniem jednopunktowym układem wtryskowym Jetronic firmy Bosch. Łącznie wyprodukowano 82.800 egzemplarzy tego modelu (dla porównania model Rekord E1 wyprodukowany został w prawie 1 mln egzemplarzy). W Wielkiej Brytanii sprzedawano bliźniacze auto o nazwie Vauxhall Viceroy, w Australii Holden Commodore VB a potem VC i VH.

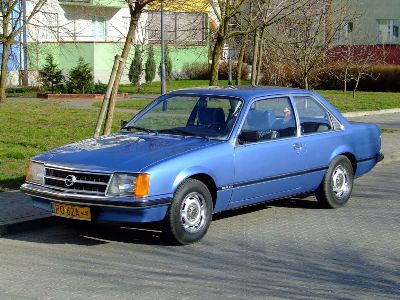
Opel Commodore C